# 费雷尔 (上比利牛斯省)
费雷尔（法語：Ferrère，法語發音：[fɛʁɛʁ]）是法国上比利牛斯省的一个市镇，属于巴涅尔德比戈尔区。

## 地理
费雷尔（42°57'12"N, 0°32'12"E）面积57.56 平方千米，位于法国奧克西塔尼大區上比利牛斯省，该省份为法国西南部内陆省份，北至热尔省，西接大西洋比利牛斯省，南与西班牙接壤，东临上加龙省。
与费雷尔接壤的市镇（或旧市镇、城区）包括：萨库埃、韦伊堡、锡雷斯、阿尔当戈斯、巴雷耶、埃斯巴雷什、热佐、尼斯托斯、乌尔德、萨朗科兰、索斯特。

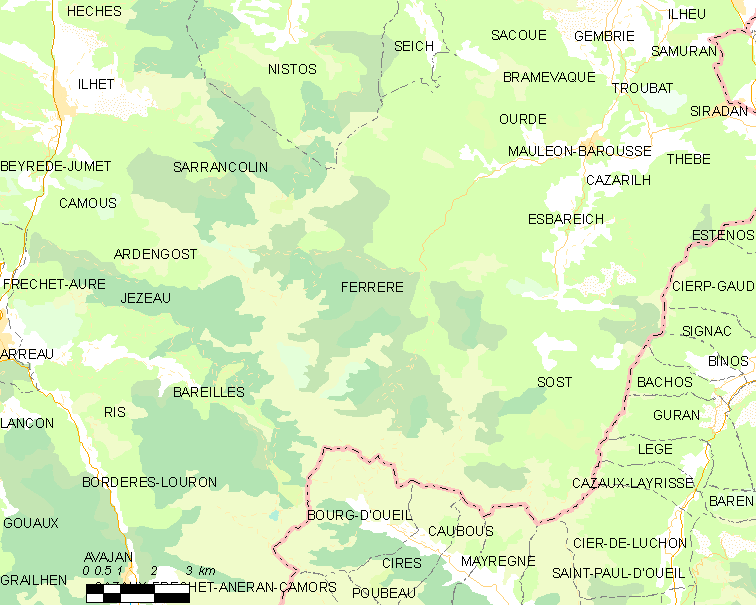
的OSM定位图

费雷尔的时区为UTC+01:00、UTC+02:00（夏令时）。

## 行政
费雷尔的邮政编码为65370，INSEE市镇编码为65175。

## 政治
费雷尔所属的省级选区为巴鲁斯谷县。

## 人口

1962-2008年间人口变化图示

费雷尔于2022年1月1日时的人口数量为38人。